# Усцянек-Дембянка
Усцянек-Дембянка (пол. Uścianek-Dębianka) — село в Польщі, у гміні Шульбоже-Велькі Островського повіту Мазовецького воєводства.
Населення — 116 осіб (2011).
У 1975-1998 роках село належало до Ломжинського воєводства.

## Демографія
Демографічна структура станом на 31 березня 2011 року:
|          | Загалом | Допрацездатний вік | Працездатний вік | Постпрацездатний вік |
| -------- | ------- | ------------------ | ---------------- | -------------------- |
| Чоловіки | 52      | 8                  | 35               | 9                    |
| Жінки    | 64      | 15                 | 39               | 10                   |
| Разом    | 116     | 23                 | 74               | 19                   |